# Los Angeles Tennis Center
Los Angeles Tennis Center – kompleks tenisowy w Los Angeles, w stanie Kalifornia, położony w kampusie Uniwersytetu Kalifornijskiego.
Obiekt oddany do użytkowania został 20 maja 1984 roku. Składa się z 8 posiadających oświetlenie kortów twardych. Kort centralny pomieści łącznie 5800 widzów.
W 1984 roku w Los Angeles Tennis Center odbyły się dwie ważne imprezy w kalendarzu sportowym: damski turniej tenisowy NCAA Women’s Tennis Championships oraz demonstracyjny turniej damski i męski w grze pojedynczej igrzysk olimpijskich. W następnych latach wielokrotnie odbywały się rozgrywki uczelniane, a w 1997 roku zawody męskie NCAA Men’s Tennis Championships. Kompleks jest miejscem rywalizacji zespołu uczelnianego UCLA Bruins.
Od 1989 roku na obiekcie odbywa się coroczny festiwal muzyczny Spring Sing, organizowany przez University of California.
W 1997 roku w centrum odbyły się pierwsze mistrzostwa świata w siatkówce plażowej.
Do 2012 roku w Los Angeles Tennis Center rozgrywany był męski turniej tenisowy rangi ATP World Tour 250 o nazwie Los Angeles Open, jednak z powodów finansowych został przerwany.